# Czywczyn
Czywczyn (ukr. Чивчин) – najwyższy szczyt Gór Czywczyńskich znajdujący się w rejonie wierchowińskim ukraińskiego obwodu iwanofrankiwskiego.
Szczyt położony jest w środkowej części Gór Czywczyńskich stanowiących pasmo graniczne pomiędzy Rumunią (na południowym zachodzie) a Ukrainą (na północnym wschodzie). Sam wierzchołek położony jest po stronie ukraińskiej, około 1500 metrów od głównego grzbietu przebiegającego przez szczyt pobliskiego Czywczynarza. Charakterystyczna trawiasta kopuła Czywczyna zbudowana jest z bazaltu z licznymi skałkami dolomitowymi.
Bezwzględna wysokość szczytu wynosi 1766 m n.p.m. (podaje się także 1769 m n.p.m.) przy wybitności 257 m. Izolacja Czywczyna wynosi 8 km – najbliższym szczytem go przewyższającym jest Pietros Budyjowski (Pietrosul Bardău, 1850 m n.p.m.) w rumuńskiej części Marmaroszy.
Ze szczytu Czywczyna rozpościera się rozległa panorama obejmująca poza Górami Czywczyńskimi także inne pasma w Masywie Marmaroskim (w tym Góry Rachowskie), jak również Czarnohorę, Hryniawy i Jałowiczory. W teorii z wierzchołka istnieje niezakłócona linia wzroku sięgająca na północnym zachodzie po szczyt Ihrowiec w Gorganach (93 km), na północnym wschodzie po wzgórze Dorożnia na Podolu (133 km), a na południowym zachodzie aż po szczyt Poienița w Górach Zachodniorumuńskich (202 km).
Na zboczach Czywczyna znajdują się stanowiska cennych gatunków roślin takich jak przetacznik krzewinkowy, skalnica naradkowata czy starzec karpacki. Wierzchołek znajduje się w bezpośrednim pobliżu granic Wierchowińskiego Parku Narodowego, jednak z uwagi na jego utworzenie na gruntach państwowych przedsiębiorstw leśnych szczyt wraz z połoniną nie wszedł w jego skład.